# Ludvík Budín
Ludvík Budín (ur. 20 sierpnia 1892 w Popelínie, zm. 1 lutego 1956 w Bernie) – czechosłowacki wojskowy, generał dywizji.

## Życiorys
W latach 1908–1913 uczył się w Państwowej Szkole Technicznej w Brnie, którą ukończył 17 lutego 1913 roku zdając maturę.
Po ukończeniu szkoły został powołany do służby wojskowej i w dniu 1 października 1913 roku rozpoczął służbę wojskową jako jednoroczny ochotnik w 4 pułku artylerii w Puli, skąd już 10 października został skierowany do 6 dywizjonu artylerii w Lavarone. Z tego batalionu został skierowany do szkoły oficerów rezerwy artylerii w Tridencie. Po jej ukończeniu został oficerem w 2 baterii 6 dywizjonu artylerii.
Po wybuchu I wojny światowej w składzie dywizjonu w dniu 1 sierpnia 1914 roku został skierowany na front rosyjski, był kolejno strzelcem karabinu maszynowego, działonowym, telefonistą i obserwatorem artyleryjskim. W dniu 15 listopada 1914 roku został ranny. Po wyleczeniu z ran w okresie od stycznia do kwietnia 1915 roku był instruktorem w baterii szkolnej w Wiedniu.
W połowie kwietnia 1915 r. został skierowany na front włoski, gdzie początkowo był obserwatorem lotniczym artylerii. 15 maja 1916 roku został oficerem łącznikowym artylerii przy III i XIV Korpusie Armijnym. 1 listopada 1917 został dowódcą 6 baterii haubic i dowódcą artylerii w San Sebastiano, a potem dowódcą armijnego składu amunicyjnego XI Armii w Carbonare. 3 listopada 1918 roku dostał się do niewoli włoskiej.
Pod koniec grudnia 1918 roku w obozie jenieckim Forte Procedo wstąpił do ochotniczej Legii Czechosłowackiej i 1 stycznia 1919 roku został dowódcą kompanii w 14 batalionie Legii we Włoszech. W składzie Legii powrócił do Czechosłowacji.
W okresie od 29 czerwca do 10 sierpnia 1919 roku dowodzona przez niego kompania pełniła służbę garnizonową w Cieszynie. Po włączeniu oddziałów Legii do armii czechosłowackiej w dniu 10 sierpnia 1919 roku został dowódcą baterii zmotoryzowanej haubic w 302 pułku artylerii ciężkiej w Ołomuńcu.
Wstąpił do formującego się wówczas czechosłowackiego lotnictwa i od października 1920 roku był słuchaczem szkoły lotniczej w Chebie. Rozpoczął kurs pilotażu, który ukończył 1 lipca 1922 roku, zostając pilotem wojskowym. 1 lutego 1924 roku został nawigatorem, a następnie dowódcą 4 dywizjonu 1 pułku lotniczego w Pradze. 1 sierpnia 1924 roku został przeniesiony do Wojskowej Szkoły Lotniczej w Pradze, gdzie został dowódcą dywizjonu szkolnego. Po ukończeniu kursu lotów nocnych 31 sierpnia 1927 roku został szefem sekcji takich lotów w szkole. 30 listopada 1929 roku przeniesiony został do 4 pułku lotniczego, lecz nadal był szefem lotów nocnych w szkole lotniczej. W dniu 30 września 1930 roku został szefem sekcji badań i pomiarów w szkole lotniczej. W maju 1932 roku udał się do Jugosławii, gdzie wziął udział w ćwiczeniach artylerii przeciwlotniczej. Po powrocie z ćwiczeń został w sierpniu 1932 roku szefem oddziału techniki i badań lotniczych II Wydziału Ministerstwa Obrony Narodowej. W tym czasie ukończył kurs obrony przeciwlotniczej dla oficerów sztabu generalnego. 10 września 1936 roku został dowódcą 1 dywizjonu 6 pułku lotniczego w Pradze, którym dowodził do momentu rozwiązania armii czechosłowackiej. W dniu 1 stycznia 1940 roku został przeniesiony do rezerwy.
W czasie okupacji niemieckiej działał w ruchu oporu, pod koniec sierpnia 1944 roku zagrożony aresztowaniem uciekł na Słowację. Po wybuchu powstania na Słowacji przyłączył się do niego i 8 września 1944 roku został dowódcą centrum szkoleniowego Buk 1 grupy taktycznej armii czechosłowackiej na Słowacji, która zajmowała się szkoleniem ochotników i poborowych narodowości czeskiej dla armii czechosłowackiej. W czasie powstania słowackiego dowodził jako samodzielną grupą stworzonym w ramach tego centrum oddziałem w walce z Niemcami. Po upadku powstania odleciał do ZSRR wraz z grupą pilotów walczących w powstaniu.
Na terenie ZSRR w dniu 12 października 1944 roku został dowódcą nowo utworzonej 1 Czechosłowacka Połączona Dywizja Lotnicza. Dowodząc nią wziął udział w operacji morawsko-ostrawskiej, wspierając z powietrza jednostki Armii Czerwonej i 1 Czechosłowackiej Samodzielnej Brygady Pancernej.
Po zakończeniu II wojny światowej 1 września 1945 roku został szefem wydziału lotnictwa w Sztabie Generalnym, następnie w październiku został mianowany dowódcą 3 Okręgu Sił Powietrznych, którym dowodził do momentu zwolnienia do rezerwy 11 czerwca 1951 roku.

## Awanse

### Armia Austro-Węgier
- podporucznik (podporučík) (01.10.1914)
- porucznik (poručík) (01.09.1915)

### Armia czechosłowacka
- starszy porucznik (nadporučík) (01.06.1920)
- kapitan (kapitan) (01.11.1920)
- kapitan sztabowy (stábní kapitan)
- major (major) (08.12.1929)
- podpułkownik (podplukovník) (01.07.1934)
- pułkownik (plukovník) (25.10.1946)
- generał brygady (brigádní generál) (25.10.1946 ze starszeństwem od 01.05.1944)
- generał dywizji (divisní generál) (18.10.1948)

## Odznaczenia
- Order Lwa Białego „Za zwycięstwo” z gwiazdą II st.
- Order Słowackiego Powstania Narodowego I st
- Medal Zwycięstwa
- Krzyż Wojenny Czechosłowacki 1939 (dwukrotnie)
- Czechosłowacki Medal za Odwagę w Obliczu Nieprzyjaciela
- Medal „Za wyzwolenie Pragi”
- Medal „Za zwycięstwo nad Niemcami w Wielkiej Wojnie Ojczyźnianej 1941–1945”
- Order Partyzanckiej Gwiazdy I st. (Jugosławia)
- Czechosłowacki Wojskowy Medal Pamiątkowy z okuciem ZSRR
- Czechosłowacki Wojskowy Medal za Zasługi I st.